# Leontonyx pusillus
Leontonyx pusillus là một loài thực vật có hoa trong họ Cúc. Loài này được Drège ex Harv. & Sond. mô tả khoa học đầu tiên.